# Răzvan Oaidă
Răzvan Oaidă, né le 2 mars 1998 à Petroșani, est un footballeur roumain  qui évolue au poste de milieu de terrain au Fotbal Club Universitatea Cluj.

## Biographie

### En club
Passé par les Wolverhampton Wanderers en Angleterre puis Brescia en Italie, fait ensuite ses débuts professionnel au FC Botosani, de retour en 2017 dans son pays natal.

### En sélection
Răzvan Oaidă joue son premier match avec les espoirs le 13 juin 2017 contre le Liechtenstein.